# Majka Božja od Kamenitih vrata
Majka Božja od Kamenitih vrata zaštitnica je Grada Zagreba. 
Blagdan Majke Božje od Kamenitih vrata, koji se slavi 31. svibnja, ujedno je i Dan Grada Zagreba.

## Povijest
Kamenita vrata ostatak su utvrde kojom je bio opasan Gradec. Vrata vjerojatno postoje od 1266. godine[nedostaje izvor], iako se spominju tek 1377.[nedostaje izvor] Često su bila pregrađivana, a nisu ih zaobišli ni veliki požari. Kamenita vrata su najpoznatija kao zavjetna kapelica sa slikom Majke Božje od Kamenitih vrata. Naime, u velikom požaru koji je izbio 31. svibnja 1731., slika Majke Božje, koja je prije stajala iznad gradskih vrata, nađena čitava i neoštećena usred vatre i pepela, a samo je okvir izgorio. Iste je godine slika postavljena u barokni oltar u udubljenju prolaza Kamenitih vrata. Umjetničku, baroknu ogradu izradio je 1778. godine zagrebački majstor Ivan Korta. 
Slika Majke Božje prikazuje Gospu kao vladaricu sa žezlom u lijevoj ruci, dok desnom pridržava malog Isusa, a on u lijevoj ruci drži mali globus. Slika je izrađena na lanenom platnu veličine 57x47 cm. Prilikom dvijestote obljetnice čudesnog očuvanja Gospine slike, 31. svibnja 1931. godine, svečano je okrunjena zlatnom krunom. 
Dana 31. svibnja 1991. godine svečano je proslavljena 260. obljetnica svetišta, a zagrebački nadbiskup kardinal Franjo Kuharić proglasio Majku Božju Kamenitih vrata zaštitnicom grada.